# 满庭芳
满庭芳，词牌名。亦称《满庭花》。是宋代詞人秦觀的代表詞作之一。其一為《滿庭芳·曉色雲開》。得名于吴融“满庭芳草易黄昏”、柳宗元“偶地即安居，滿庭芳草積”。双调九十五字，前阕四平韵，后阕五平韵，一韵到底。

## 词牌格式
註：
平表示平聲，
仄表示仄聲，
仄表示本仄可平，
平表示本平可仄，粗體表示韻腳。

### 正體
雙調九十五字，前後阙各十句，四平韻。

仄仄平平，平平仄仄，仄平平仄平平。仄平平仄，仄仄仄平平。仄仄平平仄仄，平平仄、仄仄平平。平平仄、平平平仄，平仄仄平平。
平平。平仄仄，平平仄仄，仄仄平平。仄平仄，平平仄仄平平。仄仄平平仄仄，平平仄、仄仄平平。平平仄、平平仄仄，仄仄仄平平。

## 例词
- 晏几道

南苑吹花，西楼题叶，故园欢事重重。凭阑秋思，闲记旧相逢。几处歌云梦雨，可怜便、汉水西东。别来久，浅情未有，锦字系征鸿。
年光还少味，开残槛菊，落尽溪桐。漫留得，尊前淡月西风。此恨谁堪共说，清愁付、绿酒杯中。佳期在，归时待把，香袖看啼红。
- 秦观

山抹微云，天连衰草，画角声断谯门。暂停征棹，聊共饮离尊。多少蓬莱旧事，空回首、烟霭纷纷。斜阳外，寒鸦万点，流水绕孤村。
销魂。当此际，香囊暗解，罗带轻分。漫赢得青楼，薄幸名存。此去何时见也？襟袖上、空惹啼痕。伤情处，高城望断，灯火已黄昏。
- 李清照

小阁藏春，闲窗销昼，画堂无限深幽。篆香烧尽，日影下帘钩。手种江梅更好，又何必、临水登楼？无人到，寂寥恰似、何逊在扬州。
从来，如韵胜，难堪雨藉，不耐风揉。更谁家横笛，吹动浓愁？莫恨香消玉减，须信道、扫迹难留。难言处，良窗淡月，疏影尚风流。
- 苏轼

三十三年，今谁存者？算只君与长江。凛然苍桧，霜干苦难双。闻道司州古县，云溪上、竹坞松窗。江南岸，不因送子，宁肯过吾邦？
摐摐，疏雨过，风林舞破，烟盖云幢。愿持此邀君，一饮空缸。居士先生老矣，真梦里、相对残釭。歌声断，行人未起，船鼓已逢逢。
- 苏轼

蜗角虚名，蝇头微利，算来著甚干忙。事皆前定，谁弱又谁强。且趁闲身未老，尽放我、些子疏狂。百年里，浑教是醉，三万六千场。
思量。能几许，忧愁风雨，一半相妨。又何须，抵死说短论长。幸对清风皓月，苔茵展、云幕高张。江南好，千钟美酒，一曲满庭芳。
- 元好問

天上殷韓。解羈官府。爛遊舞榭歌樓。開花釀酒。來看帝王州。常見牡丹開後。獨佔斷、穀雨風流。仙家好。霜天槁葉。穠豔破春柔。
狂僧誰借手。一杯喚起。綠怨紅愁。天香國豔。梅菊背人羞。盡揭紗籠護日。容光動、玉斝瓊舟。都人士女。年年十月。常記遇仙樓。
- 周邦彥

風老鶯雛。雨肥梅子。午陰嘉樹清圓。地卑山近。衣潤費爐煙。人靜鳥鳶自樂。小橋外、新綠濺濺。憑欄久。黃蘆苦竹。擬泛九江船。
年年。如社燕。飄流瀚海。來寄修椽。且莫思身外。長近樽前。憔悴江南倦客。不堪聽、急管繁弦。歌筵畔。先安枕簟。容我醉時眠。